# Eucalyptus miniata
Eucalyptus miniata är en myrtenväxtart som beskrevs av Allan Cunningham och Johannes Conrad Schauer. Eucalyptus miniata ingår i släktet Eucalyptus och familjen myrtenväxter. Inga underarter finns listade i Catalogue of Life.